# سكوت مورو
سكوت مورو (بالإنجليزية: Scott Morrow)‏ هو لاعب هوكي الجليد أمريكي، ولد في 18 يونيو 1969.

## وصلات خارجية
- سكوت مورو على موقع دوري الهوكي الوطني (الإنجليزية)
- سكوت مورو على موقع قاعة مشاهير الهوكي (لاعب أن.إتش.أل) (الإنجليزية)
- سكوت مورو على موقع EliteProspects.com (الإنجليزية)
- سكوت مورو على موقع HockeyDB.com (الإنجليزية)
- سكوت مورو على موقع Hockey-Reference.com (الإنجليزية)